# Памятник Узеиру Гаджибекову (Шуша)
Памятник Узеиру Гаджибекову — монумент в честь композитора, дирижёра, музыковеда Узеира Гаджибекова, установленный в городе Шуша в 1985 году. Был разрушен в период Первой карабахской войны 1992 года, воссоздан в 2021 году после возвращения города под контроль Азербайджана 
.

## История
В 1985 году по случаю 100-летия со дня рождения Узеира Гаджибекова в Шуше был установлен памятник композитору. Памятник располагался в квартале Базарбашы, на территории имения азербайджанской поэтессы XIX века Хуршидбану Натаван.
Автором скульптуры стал Ахмед Цаликов. Первоначально проект композиции предполагал установку скульптурного ансамбля, состоящего из нескольких оперных героев, окружающих фигуру музыканта — однако к моменту перевода работы в гранит бюджет был сильно сокращён. Почти готовый ансамбль пришлось сократить до единичной фигуры.
Вскоре после распада СССР памятник был полностью разрушен в ходе Первой карабахской войны 1992 года.
После битвы за Шушу и возвращения города под контроль Азербайджана в 2020 году начались работы по воссозданию памятника Ввиду того, что модель памятника не сохранилась, новый монумент изготовлялся на основе различных архивных фотографий и публикаций в печати того времени. Авторами памятника, изготовленного при поддержке Фонда Гейдара Алиева, стали Аслан, Теймур и Махмуд Рустамовы.
Новый бронзовый монумент установлен в Шуше на прежнем месте. Церемония открытия состоялась 29 августа 2021 года в присутствии президента Азербайджана Ильхам Алиева и первого вице-президента Мехрибан Алиевой.